# Synaptolepis
Synaptolepis es un género botánico con 10 especies de plantas  perteneciente a la familia Thymelaeaceae

## Especies seleccionadas
- Synaptolepis alternifolia
- Synaptolepis angolensis
- Synaptolepis djalonensis